# Only the Light
"Only the Light", (tradução portuguesa: "Só a luz") foi a canção que representou oReino Unido no Festival Eurovisão da Canção 1987, interpretada em inglês por Rikki (nome verdadeiro: Richard Peebles). Foi a  14.ª canção a ser interpretada na noite do festival, a seguir à canção luxemburguesa "Amour, Amour", interpretada por Plastic Bertrand e antes da canção francesa"Les mots d'amour n'ont pas de dimanche", interpretada por Christine Minier. No final, a canção britânica classificou-se num modesto 13.º lugar (a pior classificação do país na Eurovisão até esse ano) e 47 pontos. Em termos comerciais foi também um fracasso, não indo além do n.º 96 do top de vendas britânico, não chegando aos 75 mais vendidos naquele país.

## Autores
- Letra: Richard Peebles
- Compositor: Richard Peebles
- Orquestrador: Ronnie Hazlehurst

## Letra
Tal como no ano anterior, a letra aborda um tema pouco claro  (não é explicado o que é a "luz", que espécie de metáfora é, porque motivo a luz está depois dele o porquê motivo ele está evitando-a). Foi acompanhado por três coristas vestidos de branco, além do tecladista.